# Keisuke Ota (fodboldspiller, født 1981)
 For alternative betydninger, se Keisuke Ota. (Se også artikler, som begynder med Keisuke Ota)
Keisuke Ota (født 23. juli 1981) er en tidligere japansk fodboldspiller.
Han har spillet for flere forskellige klubber i sin karriere, herunder Shimizu S-Pulse og Kashiwa Reysol.